# Humilaria
Humilaria је род морских шкољки из породице Veneridae, тзв, Венерине шкољке.

## Врсте
Према WoRMS
- Humilaria kennerleyi (Reeve, 1863)